# 比利亚尔孔
比利亚尔孔，是西班牙卡斯蒂利亚-莱昂帕伦西亚省的一个市镇。 总面积26平方公里，总人口84人（2001年），人口密度3人/平方公里。